# Kongregacja ds. Egzaminowania Biskupów
Święta Kongregacja ds. Egzaminowania Biskupów (Sacrae Congregatio Examinis Episcoporum) – dawna kongregacja kardynalska Kurii Rzymskiej, zajmująca się badaniem kompetencji kandydatów na biskupów. 
Utworzona została przez papieża Klemensa VIII w lipcu 1592. Papież ten zadecydował, że wszyscy kandydaci do objęcia diecezji we Włoszech, jak również kandydaci proponowani przez królów, muszą zostać poddani sprawdzianowi ich kompetencji w zakresie teologii oraz prawa kanonicznego, stąd Kongregacja ds. Egzaminowania Biskupów dzieliła się na dwie sekcje. Jej członkami byli zarówno kardynałowie, jak i niżsi rangą prałaci, uważani za ekspertów z którejś z tych dwóch dziedzin. W przeciwieństwie do większości pozostałych kongregacji, nigdy nie miała swojego przewodniczącego w randze prefekta.
Kongregacja ta początkowo działała bardzo intensywnie, a papież Klemens VIII przywiązywał dużą wagę do jej działań, jednak z czasem straciła na znaczeniu. W połowie XVIII wieku jej znaczenie na tyle zmalało, że papież Benedykt XIV, chcąc zwiększyć kontrolę nad kwalifikacjami nowych biskupów, utworzył w 1740 odrębną Kongregację ds. Elekcji Biskupów, która jednak zanikła po kilku latach działalności.
Kongregacja ds. Egzaminowania Biskupów istniała do końca XIX wieku, nie odgrywając już większej roli. W 1903 została skasowana przez papieża Piusa X, który przekazał jej kompetencje Kongregacji Świętego Oficjum (Inkwizycji).